# Àqaba
|  | Per a altres significats, vegeu «Àqaba (desambiguació)». |

Àqaba o al-Àqaba (àrab: العقبة, al-ʿAqaba) és una ciutat costanera de Jordània, capital de la governació d'Àqaba, a l'anomenat golf d'Àqaba, i és l'únic port de Jordània a la mar Roja. Està al costat de la moderna ciutat israeliana d'Elat i al peu del Jabal Umm Nusayla. La ciutat té una població de 80.059 habitants (2004) i és la cinquena ciutat del país després d'Amman, Zarqa, Irbid i Rusaifa. Disposa d'un aeroport.

## Història
Àqaba estava habitada ja vers el 4000 aC; els primers assentaments eren segurament edomites. Fou una ciutat del Regne d'Edom i després dels nabateus. La Bíblia esmenta Ezion-Geber, propera a Elath. Sota els Ptolemeus fou anomenada Berenice i els romans la van batejar Aila o Aelana. Aelana fou una ciutat d'Idumea (Edom) a l'Aràbia Petrea. Va passar al Regne de Judà en temps del rei David, junt amb altres ciutats d'Edom. Salomó s'hi va embarcar per anar cap a Ofir. Després, la ciutat es va revoltar i es va fer independent. Sota domini romà, fou quarter de la Legió X Fretensis. Al segle IV fou seu d'un bisbat. Els jueus es van fer un altre cop independents, però foren sotmesos per l'emperador Justinià I a la meitat del segle vi. Era final de trajecte d'una via romana que anava des de Damasc a Àqaba per Amman, i connectava amb la via que portava a Palestina i a l'Egipte. El seu nom deriva de la forma abreujada d'Akabat Ayla (Congost d'Eilat), nom que li van donar els àrabs. El tulúnida Khumarawayh (884-895) va millorar el pas. Al-Idrissí l'esmenta com a Akabat Ayla (abans del 1166), però el nom més corrent era Ayla. També Ibn Battuta (mort 1377) l'anomena Akabat Ayla.

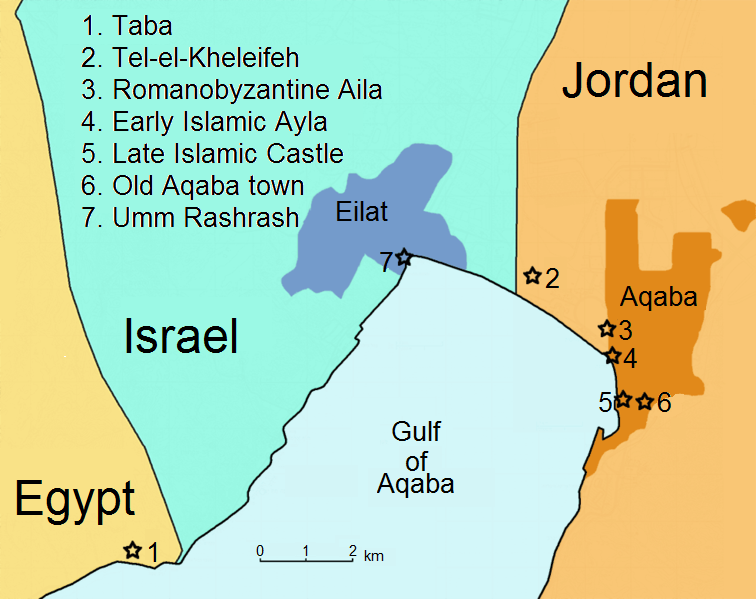
Mapa de llocs històrics a la zona d'Àqaba

Al segle XII, els croats van ocupar la zona i van construir la fortalesa d'Helim, que encara es conserva; també van fortificar l'illa de Graye (Illa dels Faraons) a uns 7 km de la costa (avui en aigües egípcies). El 1170, Saladí va recuperar la zona. El 1250, va passar als mamelucs, que al segle següent van reconstruir la fortalesa sota el sultà Qansah al-Ghouri.
A partir del segle xvi ja apareix sempre com a Akaba o Àqaba, i el primer que així l'esmenta fou Ibn Ilyas. El 1516, va passar als otomans quan només era un llogaret amb 50 cases que comerciava amb els beduïns huwaytat de la rodalia. L'obertura del canal de Suez el 1869 i del ferrocarril d'Hedjaz el 1908 va privar que la ciutat fos una estació per als peregrins que anaven cap a la Meca. El 1898, hi havia una guarnició turca que vigilava la frontera amb el Sinaí, en poder dels britànics, i era part de la província d'Hedjaz, i seu d'un muhafiz dependent del wali de Djedda.

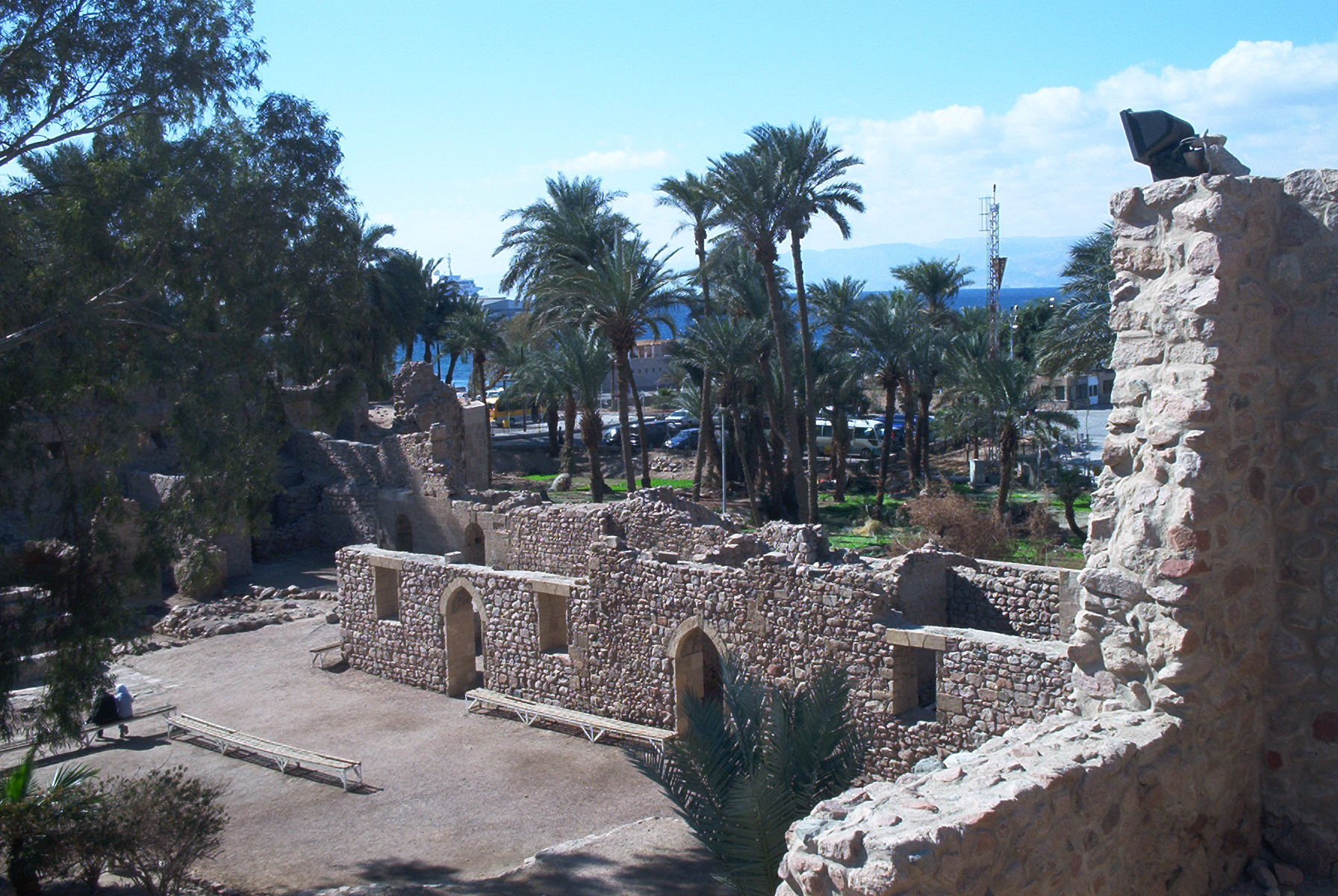
Fortí d'Àqaba

El juliol del 1917 fou bombardejada pels britànics, que la van ocupar el dia 6 del mateix mes en un atac que, des del desert, dirigí Thomas Edward Lawrence. La ciutat va quedar força danyada. Fins al 1925 va ser part del regne haiximita de l'Hedjaz, però, quan aquest estat fou ocupat pel Regne wahhabita del Najd o Nedjed, la ciutat i tot el districte de Maan foren annexionats a Transjordània, governada també pels haiximites. El 1942, els britànics hi van fer construccions i van construir una carretera que la va enllaçar amb la via fèrria a Nakb Shitar al sud-oest de Maan. Les ruïnes de l'antiga Aylat o Ayla foren descobertes prop de la ciutat (al nord) per un equip israeloamericà als anys vuitanta.
Després de la Guerra de Palestina del 1948-1949, la població va augmentar força. El 1954, es va decidir establir el port. El 1965, Hussein de Jordània va permutar, amb Aràbia Saudita, un terreny del desert de 6.000 km² amb 12 km de costa al sud d'Àqaba. La zona de corall de Yamanieh va quedar en territori jordà. L'agost del 2000 es va crear la zona econòmica especial. Un atac amb llançagranades es va produir el 20 d'agost del 2005, dirigit especialment contra la israeliana Eilat.
Els darrers anys esdevingué un centre turístic amb platges i hotels de luxe i activitats esportives marines.